# 陳榮凱 (政治人物)
陈荣凯（1955年4月—），男，福建闽侯人，中华人民共和国政治人物，中国共产党党员，厦门大学财政金融专业毕业，高级会计师。曾任福建省人民政府副省长，负责农村、农业、民政（含双拥、老龄）、防汛抗旱、支前、海防等工作。

## 生平
历任福建省财政厅预算处处长、副厅长，省地方税务局局长，省物价局局长，中共宁德市委副书记、代市长、市长、市委书记、市人大常委会主任等职。2011年12月，被补选为福建省人民政府副省长。2015年1月，担任福建省政协副主席。